# 304 Олга
304 Олга (лат. 304 Olga) је астероид главног астероидног појаса са пречником од приближно 67,86 km.
Афел астероида је на удаљености од 2,935 астрономских јединица (АЈ) од Сунца, а перихел на 1,873 АЈ.
Ексцентрицитет орбите износи 0,220, инклинација (нагиб) орбите у односу на раван еклиптике 15,840 степени, а орбитални период износи 1361,614 дана (3,727 године).
Апсолутна магнитуда астероида је 9,74 а геометријски албедо 0,048.
Астероид је откривен 14. фебруара 1891. године.